# دون كينغ (لاعب كرة قدم أمريكية أمريكي)
دون كينغ (بالإنجليزية: Don King)‏ هو لاعب كرة قدم أمريكية أمريكي، ولد في 11 مارس 1929 في مك بي في الولايات المتحدة، وتوفي في 15 أبريل 2014 في سافانا في الولايات المتحدة.

## وصلات خارجية
- دون كينغ على موقع مرجع كرة القدم المحترفة.كوم (الإنجليزية)